# Kieneria (rodzaj ptaków)
Kieneria – rodzaj ptaków z rodziny pasówek (Passerellidae).

## Występowanie
Rodzaj obejmuje gatunki występujące w Ameryce Północnej.

## Morfologia
Długość ciała 15–24 cm, masa ciała 31,9–61,2 g.

## Systematyka

### Etymologia
Nazwa rodzajowa pochodzi od epitetu gatunkowego Pyrgisoma kieneri Bonaparte, 1851 (Louis-Charles Kiener (1799–1881) – francuski zoolog, konchiolog).

### Gatunek typowy
Pyrgisoma kieneri Bonaparte

### Podział systematyczny
Do rodzaju należą następujące gatunki:
- Kieneria kieneri (Bonaparte, 1850) – ziemnołuszcz rdzawoszyi
- Kieneria fusca (Swainson, 1827) – ziemnołuszcz brunatny
- Kieneria albicollis (P.L. Sclater, 1858) – ziemnołuszcz białogardły
- Kieneria crissalis (Vigors, 1839) – ziemnołuszcz kalifornijski
- Kieneria aberti (S.F. Baird, 1852) – ziemnołuszcz czarnolicy